# Золотая малина (премия, 1984)
4-я церемония объявления лауреатов премии «Золотая малина» за сомнительные заслуги в области кинематографа за 1983 год состоялась 8 апреля 1984 года в Third Street Elementary School, в Лос-Анджелесе, Калифорния.

## Статистика
| Фильм                                     | номинации | победы |
| ----------------------------------------- | --------- | ------ |
| • Одинокая леди / The Lonely Lady         | 11        | 6      |
| • Геркулес / Hercules                     | 5         | 2      |
| • Гонщик Строкер / Stroker Ace            | 5         | 1      |
| • Челюсти 3 / Jaws 3-D                    | 5         | -      |
| • Хорошая пара / Two of a Kind            | 5         | -      |
| • Йентл / Yentl                           | 3         | -      |
| • Остаться в живых / Staying Alive        | 3         | -      |
| • Йор, охотник будущего / Il mondo di Yor | 3         | -      |
| • Керель / Querelle                       | 3         | -      |
| • Женщины за решёткой / Chained Heat      | 2         | 1      |
| • Супермен 3 / Superman III               | 2         | -      |
| • Ночь на небесах / A Night in Heaven     | 1         | 1      |

## Список лауреатов и номинантов
Победители выделены отдельным цветом. 
| Категории                         | Лауреаты и номинанты | Лауреаты и номинанты                                                              | Лауреаты и номинанты                                                              |                                                          |
| --------------------------------- | --- | --------------------------------------------------------------------------------- | --------------------------------------------------------------------------------- | -------------------------------------------------------- |
| Худший фильм                      | • Одинокая леди (Universal) (продюсер: Роберт Р. Уэстон) | • Одинокая леди (Universal) (продюсер: Роберт Р. Уэстон)                          | • Одинокая леди (Universal) (продюсер: Роберт Р. Уэстон)                          | • Одинокая леди (Universal) (продюсер: Роберт Р. Уэстон) |
| Худший фильм                      | • Геркулес (MGM-UA/Cannon) (продюсеры: Менахем Голан и Йорам Глобус) |                                                                                   |                                                                                   |                                                          |
| Худший фильм                      | • Челюсти 3 (Universal) (продюсер: Руперт Хитциг) |                                                                                   |                                                                                   |                                                          |
| Худший фильм                      | • Гонщик Строкер (Universal) (продюсер: Хэнк Мунджин) |                                                                                   |                                                                                   |                                                          |
| Худший фильм                      | • Хорошая пара (20th Century-Fox) (продюсеры: Роджер М. Ротштайн и Джо Уизан)                                                                                           |                                                                                   |                                                                                   |                                                          |
| Худшая мужская роль               | Кристофер Аткинс | • Кристофер Аткинс — «Ночь на небесах» (за роль Рика Монро)                       | • Кристофер Аткинс — «Ночь на небесах» (за роль Рика Монро)                       |                                                          |
| Худшая мужская роль               | Кристофер Аткинс | • Ллойд Бокнер — «Одинокая леди» (за роль Уолтера Торнтона)                       |                                                                                   |                                                          |
| Худшая мужская роль               | Кристофер Аткинс | • Луи Ферриньо — «Геркулес» (за роль Геркулеса)                                   |                                                                                   |                                                          |
| Худшая мужская роль               | Кристофер Аткинс | • Барбра Стрейзанд — «Йентл» (за роль Йентл, переодетой в мужчину)                |                                                                                   |                                                          |
| Худшая мужская роль               | Кристофер Аткинс | • Джон Траволта —                                                                 | «Остаться в живых» (за роль Тони Манеро), «Хорошая пара» (за роль Зака Мелона)    |                                                          |
| Худшая женская роль               | | • Пиа Задора — «Одинокая леди» (за роль Джерили Рэндалл)                          | • Пиа Задора — «Одинокая леди» (за роль Джерили Рэндалл)                          |                                                          |
| Худшая женская роль               | • Лони Андерсон — «Гонщик Строкер» (за роль Пембрук Фини) |                                                                                   |                                                                                   |                                                          |
| Худшая женская роль               | • Линда Блэр — «Женщины за решёткой» (за роль Кэрол Хендерсон) |                                                                                   |                                                                                   |                                                          |
| Худшая женская роль               | • Фэй Данауэй — «Злодейка» (за роль леди Барбары Скелтон) |                                                                                   |                                                                                   |                                                          |
| Худшая женская роль               | • Оливия Ньютон-Джон — «Хорошая пара» (за роль Дебби Уайлдер) |                                                                                   |                                                                                   |                                                          |
| Худшая мужская роль второго плана | Джим Нэйборс | • Джим Нэйборс — «Гонщик Строкер» (за роль Харви)                                 | • Джим Нэйборс — «Гонщик Строкер» (за роль Харви)                                 |                                                          |
| Худшая мужская роль второго плана | Джим Нэйборс | • Джозеф Кали — «Одинокая леди» (за роль Винсента Дакосты)                        |                                                                                   |                                                          |
| Худшая мужская роль второго плана | Джим Нэйборс | • Луис Госсетт мл. — «Челюсти 3» (за роль Кэлвина Бучарда)                        |                                                                                   |                                                          |
| Худшая мужская роль второго плана | Джим Нэйборс | • Энтони Холланд — «Одинокая леди» (за роль Гая Джексона)                         |                                                                                   |                                                          |
| Худшая мужская роль второго плана | Джим Нэйборс | • Ричард Прайор — «Супермен 3» (за роль Гаса Гормана)                             |                                                                                   |                                                          |
| Худшая женская роль второго плана | Сибил Дэннинг | • Сибил Даннинг —                                                                 | «Женщины за решёткой» (за роль Эрики), «Геркулес» (за роль Ариадны)               |                                                          |
| Худшая женская роль второго плана | Сибил Дэннинг | • Биби Беш — «Одинокая леди» (за роль Вероники Рэндалл)                           |                                                                                   |                                                          |
| Худшая женская роль второго плана | Сибил Дэннинг | • Финола Хьюз — «Остаться в живых» (за роль Лауры)                                |                                                                                   |                                                          |
| Худшая женская роль второго плана | Сибил Дэннинг | • Эми Ирвинг — «Йентл» (за роль Хадасс)                                           |                                                                                   |                                                          |
| Худшая женская роль второго плана | Сибил Дэннинг | • Дайана Скаруид — «Странные захватчики» (за роль Маргарет Ньюман)                |                                                                                   |                                                          |
| Худшая новая звезда               | Луи Ферриньо | • Луи Ферриньо — «Геркулес» (за роль Геркулеса)                                   | • Луи Ферриньо — «Геркулес» (за роль Геркулеса)                                   |                                                          |
| Худшая новая звезда               | Луи Ферриньо | • Лони Андерсон — «Гонщик Строкер» (за роль Пембрук Фини)                         |                                                                                   |                                                          |
| Худшая новая звезда               | Луи Ферриньо | • Рэб Браун — «Йор, охотник будущего» (за роль Йора)                              |                                                                                   |                                                          |
| Худшая новая звезда               | Луи Ферриньо | • Синди и Сэнди (визжащие дельфины) — «Челюсти 3»                                 |                                                                                   |                                                          |
| Худшая новая звезда               | Луи Ферриньо | • Финола Хьюз — «Остаться в живых» (за роль Лауры)                                |                                                                                   |                                                          |
| Худший режиссёр                   | • Питер Сасди за фильм «Одинокая леди» | • Питер Сасди за фильм «Одинокая леди»                                            | • Питер Сасди за фильм «Одинокая леди»                                            |                                                          |
| Худший режиссёр                   | • Джо Элвс — «Челюсти 3» |                                                                                   |                                                                                   |                                                          |
| Худший режиссёр                   | • Брайан Де Пальма — «Лицо со шрамом» |                                                                                   |                                                                                   |                                                          |
| Худший режиссёр                   | • Джон Херцфелд — «Хорошая пара» |                                                                                   |                                                                                   |                                                          |
| Худший режиссёр                   | • Хэл Нидэм — «Гонщик Строкер» |                                                                                   |                                                                                   |                                                          |
| Худший сценарий                   | • Эллен Шепард, Джон Кершоу и Шоун Рэндолл — «Одинокая леди» | • Эллен Шепард, Джон Кершоу и Шоун Рэндолл — «Одинокая леди»                      | • Эллен Шепард, Джон Кершоу и Шоун Рэндолл — «Одинокая леди»                      |                                                          |
| Худший сценарий                   | • Томас Хедли мл. и Джо Эстерхаз — «Танец-вспышка» |                                                                                   |                                                                                   |                                                          |
| Худший сценарий                   | • Луиджи Коцци (в титрах как Льюис Коатс) — «Геркулес» |                                                                                   |                                                                                   |                                                          |
| Худший сценарий                   | • Ричард Мэтисон, Карл Готтлиб и Гердон Трублад — «Челюсти 3» |                                                                                   |                                                                                   |                                                          |
| Худший сценарий                   | • Джон Херцфелд — «Хорошая пара» |                                                                                   |                                                                                   |                                                          |
| Худшая музыка к фильму            | • Чарли Калелло, Джефф Харрингтон, Дж. Пеннинг и Роджер Вудурис — «Одинокая леди»                                                                                       | • Чарли Калелло, Джефф Харрингтон, Дж. Пеннинг и Роджер Вудурис — «Одинокая леди» | • Чарли Калелло, Джефф Харрингтон, Дж. Пеннинг и Роджер Вудурис — «Одинокая леди» |                                                          |
| Худшая музыка к фильму            | • Пер Рабен — «Керель» |                                                                                   |                                                                                   |                                                          |
| Худшая музыка к фильму            | • Джорджо Мородер — «Супермен 3» |                                                                                   |                                                                                   |                                                          |
| Худшая музыка к фильму            | • Мишель Легран (музыка), Мэрилин Бергман и Алан Бергман (слова) — «Йентл»                                                                                              |                                                                                   |                                                                                   |                                                          |
| Худшая музыка к фильму            | • Джон Скотт, Гвидо Де Анджелис и Маурицио Де Анджелис — «Йор, охотник будущего»                                                                                        |                                                                                   |                                                                                   |                                                          |
| Худшая песня к фильму             | • The Way You Do It — «Одинокая леди» — авторы: Джефф Харрингтон и Дж. Пеннинг                                                                                          | • The Way You Do It — «Одинокая леди» — авторы: Джефф Харрингтон и Дж. Пеннинг    | • The Way You Do It — «Одинокая леди» — авторы: Джефф Харрингтон и Дж. Пеннинг    |                                                          |
| Худшая песня к фильму             | • Each Man Kills The Thing He Loves — «Керель» — музыка: Пер Рабен, слова из поэмы Оскара Уайльда                                                                       |                                                                                   |                                                                                   |                                                          |
| Худшая песня к фильму             | • Lonely Lady — «Одинокая леди» — музыка: Чарли Калелло, слова: Роджер Вудурис                                                                                          |                                                                                   |                                                                                   |                                                          |
| Худшая песня к фильму             | • Yor's World! — «Йор, охотник будущего» — музыка: Гвидо Де Анджелис и Маурицио Де Анджелис, слова: Барбара Антония, Сьюзен Дункан-Смит, Полин Ханна и Чезаре Де Натали |                                                                                   |                                                                                   |                                                          |
| Худшая песня к фильму             | • Young and Joyful Bandit — «Керель» — музыка: Пер Рабен, слова: Жанна Моро                                                                                             |                                                                                   |                                                                                   |                                                          |